# فيرنازا
قالب:UNESCO
فيرنازا، (بالإنجليزية: Vernazza)‏، (اللاتينية: Vulnetia)، هي مدينة و(بلدية) في مقاطعة لا سبيتسيا، ليغوريا، شمال غرب إيطاليا. إنها واحدة من المدن الخمس التي تشكل منطقة سينك تير. فيرنازا هي المدينة الرابعة التي تتجه شمالًا، ولا يوجد بها أي سيارة، ولا تزال واحدة من «قرى الصيد» الأكثر صدقًا في الريفيرا الإيطالية. إنه الميناء الطبيعي الوحيد لسينك تير، وتشتهر به المنازل الأنيقة.

## السكان
في سنة 1861 بلغ عدد السكان 2٬080 نسمة، وتطور العدد ليصل في سنة 2011 لـ 941 نسمة.
يظهر هذا المخطط البياني تطور النمو السكاني لـ فيرنازا